# بوروسيا دورتموند موسم 2013–14
كان موسم 2013–14 هو الموسم الـ105 لبوروسيا دورتموند في تاريخ كرة القدم للنادي. في موسم 2013–14، لعب النادي في الدوري الألماني، الدرجة الأولى لكرة القدم الألمانية. وكان هذا هو الموسم الثامن والثلاثين على التوالي للنادي في هذه البطولة، بعد أن صعد من الدرجة الثانية الألماني في عام 1976.